# Take It Like a Man (singel)
Take It Like a Man – piosenka z gatunku elektronicznej muzyki tanecznej stworzona na dwudziesty piąty album studyjny amerykańskiej wokalistki Cher pt. Closer to the Truth (2013). Utwór wydany został jako trzeci singel promujący krążek dnia 8 listopada 2013 roku.
Piosenka zajęła 2. miejsce listy przebojów Billboardu Hot Dance Club Songs. Singel zyskał popularność za sprawą promującego go wideoklipu. W teledysku, nagranym do oficjalnego remiksu „Take It Like a Man” autorstwa 7th Heaven, wystąpili homoseksualni modele oraz aktorzy gejowskich filmów pornograficznych.

## Recenzje
Utwór został korzystnie oceniony przez krytykę. Tim Sendra, w recenzji albumu Closer to the Truth dla serwisu AllMusic, wskazał „Take It Like a Man” jako najlepsze nagranie na płycie.

## Teledysk
„Take It Like a Man” promowany był przez prowokujący teledysk, nakręcony do oficjalnego remiksu piosenki autorstwa brytyjskiego duetu 7th Heaven. Premiera odbyła się 20 listopada 2013. Klip wzbudził zainteresowanie mediów za sprawą występów aktorów znanych z gejowskich filmów pornograficznych oraz modeli projektanta bielizny Andrew Christiana. Jednym z odtwórców ról jest Antonio Biaggi. W scenie rozpoczynającej teledysk aktorzy i modele myją samochód za pomocą własnych półnagich ciał. Następnie imprezują na jachcie pośrodku oceanu; gdy ich statek rozbija się u brzegu, zostają ocaleni przez grupę muskularnych ratowników. Pod koniec wideoklipu, podzieleni na dwa zespoły, pojedynkują się w uprawianiu twerkingu. Męski negliż towarzyszy teledyskowi aż do ostatnich sekund. Ujęcia zawarte w klipie pochodzą z reklamy Andrew Christiana.
Wideo zyskało aprobatę Cher. Wokalistka udostępniła film obserwującym ją fanom za pośrednictwem serwisów społecznościowych Facebook i Twitter. Dziennikarze muzyczni wydali teledyskowi pozytywne recenzje.

## Lista utworów singla
12"single/digital download
1. „Take It Like a Man” – 4:10
2. „Take It Like a Man” (Over-The-Top Mix) – 6:55
3. „Take It Like a Man” (Over-The-Top Edit) – 3:38
4. „Take It Like a Man” (7th Heaven Mix) – 7:52
5. „Take It Like a Man” (7th Heaven Edit) – 4:41
6. „Take It Like a Man” (Over-The-Top Instrumental) – 6:54